# Kopalnia Piasku Kuźnica Warężyńska

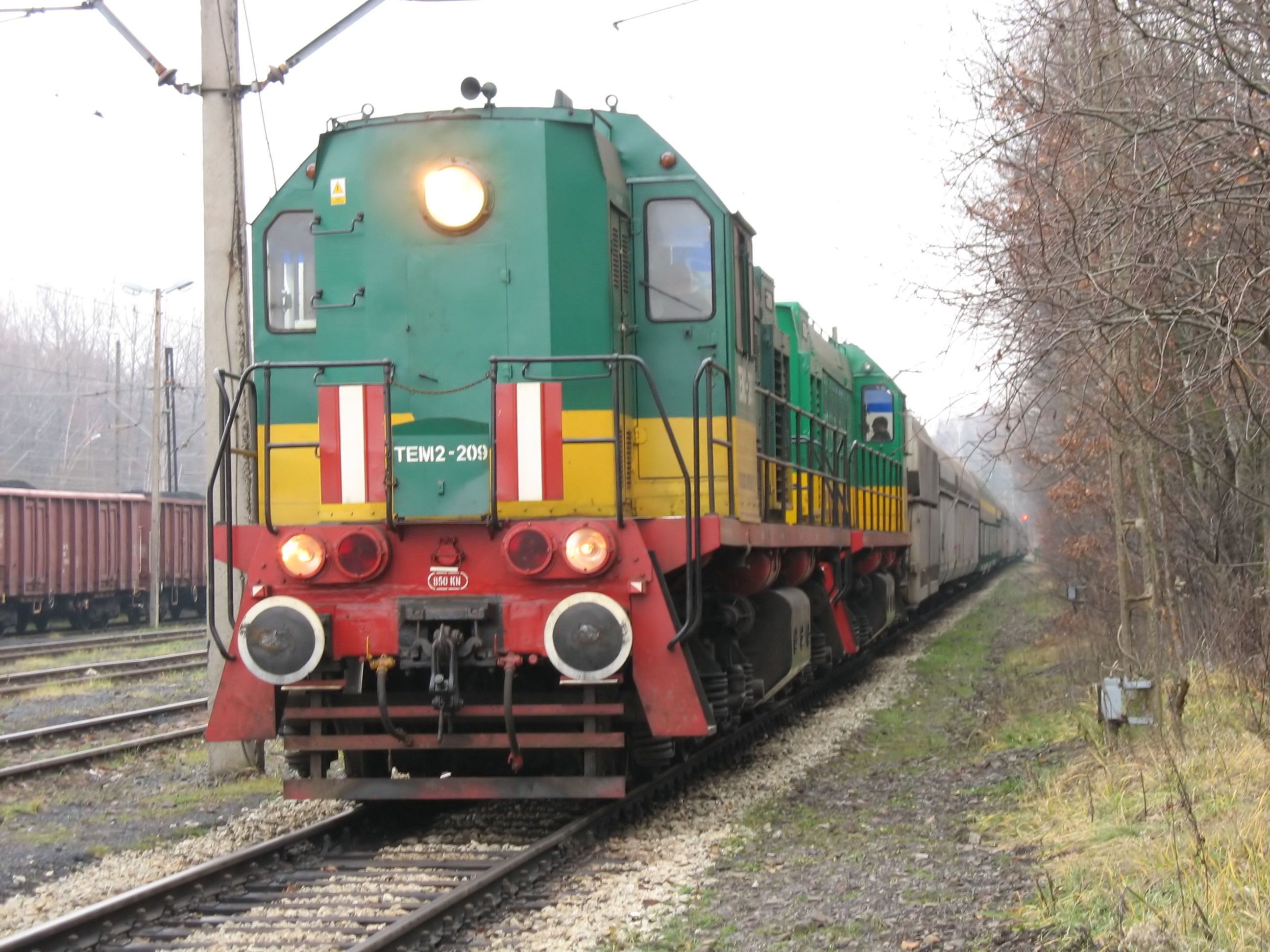
Lokomotivy TEM2-209 a TEM2-257 KPKW v Gliwicích

Společnost s názvem Kopalnią Piasku „Kuźnica Warężyńska“ S.A. (KPKW) byla polským nákladním železničním dopravcem a producentem písku. Tato firma se sídlem v městě Dąbrowa Górnicza zanikla v lednu 2007 sloučením s firmou PTKiGK Zabrze do společnosti s názvem Przedsiębiorstwo Transportu Kolejowego Holding se sídlem v Zabrze.

## Historie
Základ společnosti vznikl v roce 1967 jako jeden ze závodů podniku Przedsiębiorstwo Materiałów Podsadzkowych Przemysłu Węglowego. Hlavním úkolem závodu byla těžba a železniční doprava písku pro potřeby černouhelných dolů v okolí.
1. června 1976 bylo v rámci závodu vytvořeno Centrum Gospodarki Lokomotywami Spalinowymi (tj. Centrum hospodaření s motorovými lokomotivami), které se zabývalo opravami motorových lokomotiv z podniků patřících pod Ministerstvo hornictví a energetiky. V roce 1996 pak z tohoto centra vznikla dceřiná společnost Zakład Napraw Taboru Kolejowego „Kuźnica Warężyńska” Sp. z o.o., která se zabývá opravami lokomotiv a železničních vozů.
Od června 2000 byla organizační struktura společnosti rozdělena na dvě části: Hornický závod a Závod železniční dopravy.
V rámci železniční dopravy se společnost zpočátku zabývala dopravou po vlastní síti a sítích pískových drah dalších soukromých provozovatelů dráhy v rámci Hornoslezské průmyslové oblasti, ale později i na síti společnosti PKP Polskie Linie Kolejowe. Opačně pak společnost umožňovala vstup jiných dopravců na svou železniční infrastrukturu.

## Lokomotivy

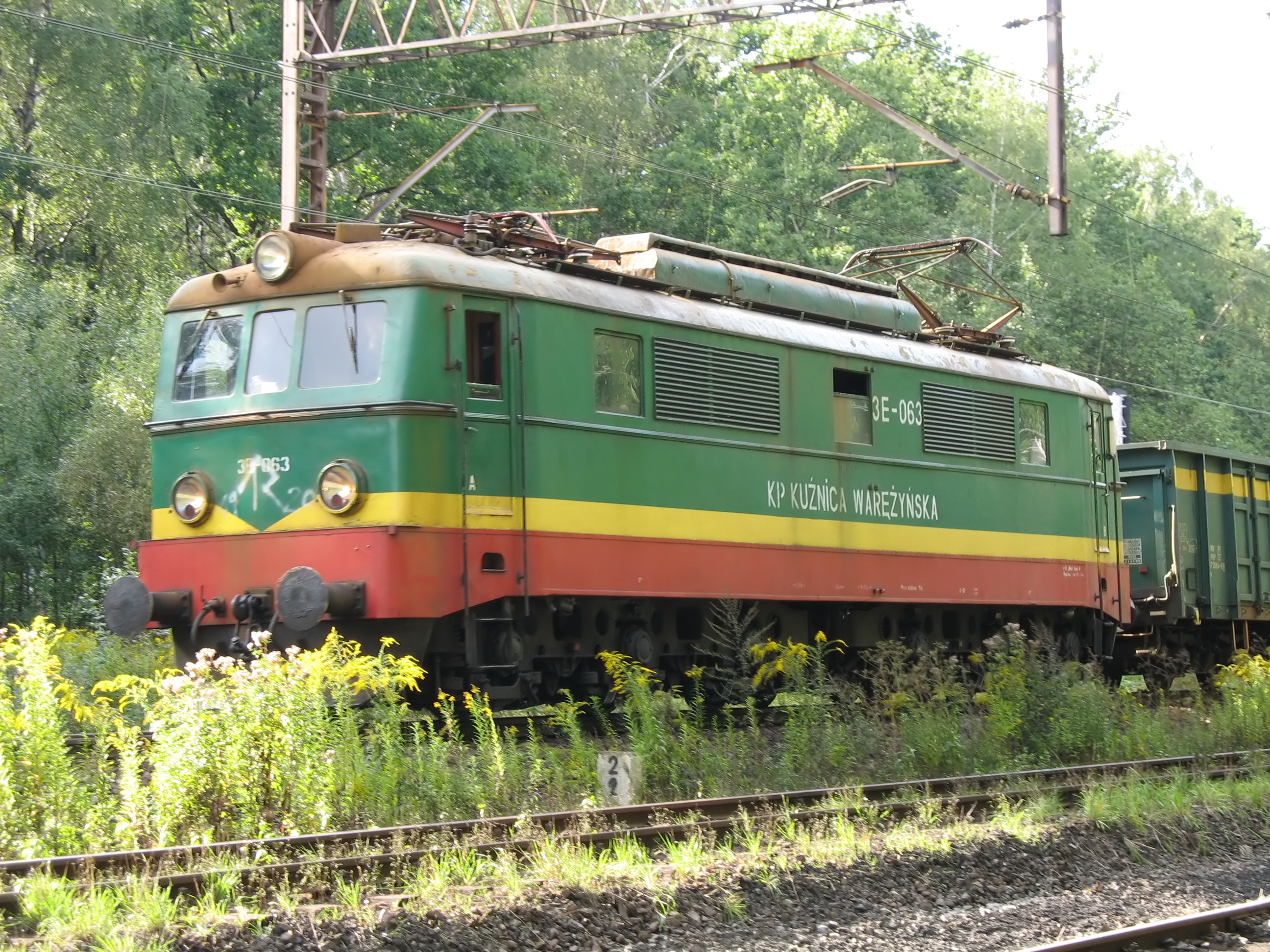
Elektrická lokomotiva 3E/1-63 KPKW

Zpočátku byly v rámci KPKW používány především parní lokomotivy, jejich provoz však byl ukončen v roce 1977 a byly nahrazeny lokomotivami elektrickými a motorovými.

### Elektrické lokomotivy
Vzhledem k tomu, že významná část vlastní sítě, stejně jako okolních tratí slezských pískových drah, byla elektrizována, provozovala společnost několik elektrických lokomotiv řady 3E/1 (ET21) a jednu lokomotivu řady 201E (ET22). V posledních letech před zánikem společnosti již jezdily tyto stroje většinou ve službách mateřské firmy PTKiGK Zabrze, což souviselo mj. s deelektrizací podstatné části pískových drah.

### Motorové lokomotivy
Základem lokomotivního parku dieselových lokomotiv byly stroje řady TEM2 ruského původu, které doplňovala řada T448p československého původu.